# Cyrtandra spathacea
Cyrtandra spathacea är en tvåhjärtbladig växtart som beskrevs av Albert Charles Smith. Cyrtandra spathacea ingår i släktet Cyrtandra och familjen Gesneriaceae. Inga underarter finns listade i Catalogue of Life.